# 謝爾頓鎮區 (內布拉斯加州水牛縣)
謝爾頓鎮區（英語：Shelton Township）是位於美國內布拉斯加州水牛縣的一個行政鎮區。

## 地方資料
謝爾頓鎮區的面積為80.67平方千米，當中陸地面積為80.21平方千米，而水域面積為0.46平方千米。根據2020年美國人口普查的數據，當地共有人口1364人，而人口密度為每平方千米16.91人。